# Roland Mesnier
Pour les articles homonymes, voir Mesnier.
Roland Mesnier, né le 8 juillet 1944 à Bonnay (Doubs) et mort le 26 août 2022 à Burke (Virginie), est un chef cuisinier et écrivain culinaire franco-américain. 
De 1979 à 2004, il a été chef pâtissier à la Maison Blanche au service du président des États-Unis, de Jimmy Carter à George W. Bush.

## Biographie
Roland Mesnier a commencé sa carrière de grand pâtissier à quatorze ans.
Ses parents ont eu l’idée de lui faire passer des vacances scolaires chez son frère Jean qui était chef pâtissier. Roland Mesnier a rencontré sa vocation chez son frère Jean un jour d’été 1956. La première année de son apprentissage a été plutôt difficile. Il débute à Besançon le 8 juillet 1958, à la pâtisserie Maurivard. Il fait la plonge, nettoie les vitres du magasin, fait les courses et ramène les filles de Madame Maurivard de l’école, alors qu’il n’a que quatorze ans. Trois ans plus tard, il passe son CAP.
En 1961, il part travailler à la pâtisserie Béligat. Au bout de six mois, il décide d’aller à Paris pour apprendre tout ce qu’il lui reste à découvrir. Il est embauché au restaurant pâtisserie La Régence. En août 1962, il est engagé à la pâtisserie de l’Opéra, Opern Konditorei à Hanovre en Allemagne. En 1963, il va travailler à Hambourg dans la pâtisserie Kranke Konditorei en tant que commis pâtissier.
Le 7 mars 1964, il débarque à Folkestone en Angleterre, arrive à Londres et trouve du travail dans l’hôtel restaurant Le Savoy. N’ayant pu être engagé immédiatement, faute d'un visa de travail, il rentre en France. Le maire le contacte alors afin qu'il effectue son service militaire. Il demande au Savoy de l'aider à surseoir à son embauche durant une année, ce qui est accepté. Son service militaire est enfin terminé ; et le 1er janvier 1965, il retourne au Savoy. 
Au printemps 1967, il reçoit une lettre d’un hôtel restaurant des Bermudes disant être à la recherche d’un chef pâtissier. Roland Mesnier accepte l'offre, mais le patron le jugeant trop jeune pour un tel poste, propose de l'engager en tant que sous-chef. Roland Mesnier refuse alors la proposition. On lui répond : « OK, on vous embauche comme chef pâtissier et vous serez quelques mois à l’essai ». Et finalement, il est resté à l’hôtel Princess aux Bermudes pendant plusieurs années. Puis, il repart pour Paris et travaille à l’hôtel restaurant « George-V ».
Le 1er avril 1976, Roland Mesnier part pour les États-Unis, en Virginie, engagé par l’hôtel restaurant Homestead. Trois ans plus tard, il a un entretien avec Rosalynn Carter, épouse du Président des États-Unis, qui cherchait un pâtissier pour la Maison Blanche. Madame Carter veut voir Roland Mesnier commencer le plus tôt possible. Le 1er février 1980, celui-ci arrive à la Maison Blanche en tant que chef pâtissier. Il servira cinq présidents des États-Unis successifs : Jimmy Carter, Ronald Reagan, George Bush père, Bill Clinton et George W. Bush.

## Publications
- Christian Malard et Roland Mesnier, Sucré d'état : Mémoire du pâtissier français de la Maison Blanche, J'ai lu, coll. « Récit », 2006, 439 p. (ISBN 978-2-290-35555-8)
- (en-US) Roland Mesnier, Dessert University : More Than 300 Spectacular Recipes and Essential Lessons from White House Pastry Chef Roland Mesnier, Simon & Schuster, 2004, 560 p. (ISBN 978-0-7432-2317-1)